# پایگاه پلانت ۴۲ نیروی هوایی آمریکا
 پایگاه پلانت ۴۲ نیروی هوایی آمریکا (به انگلیسی: Plant 42) یک فرودگاه با کد یاتا PMD است که یک باند فرود بتن دارد و طول باند آن ۳۶۵۸ متر است. این فرودگاه در کشور ایالات متحده آمریکا قرار دارد و در ارتفاع ۷۷۵ متری از سطح دریا واقع شده است.